# بلاد ما بين البحرين

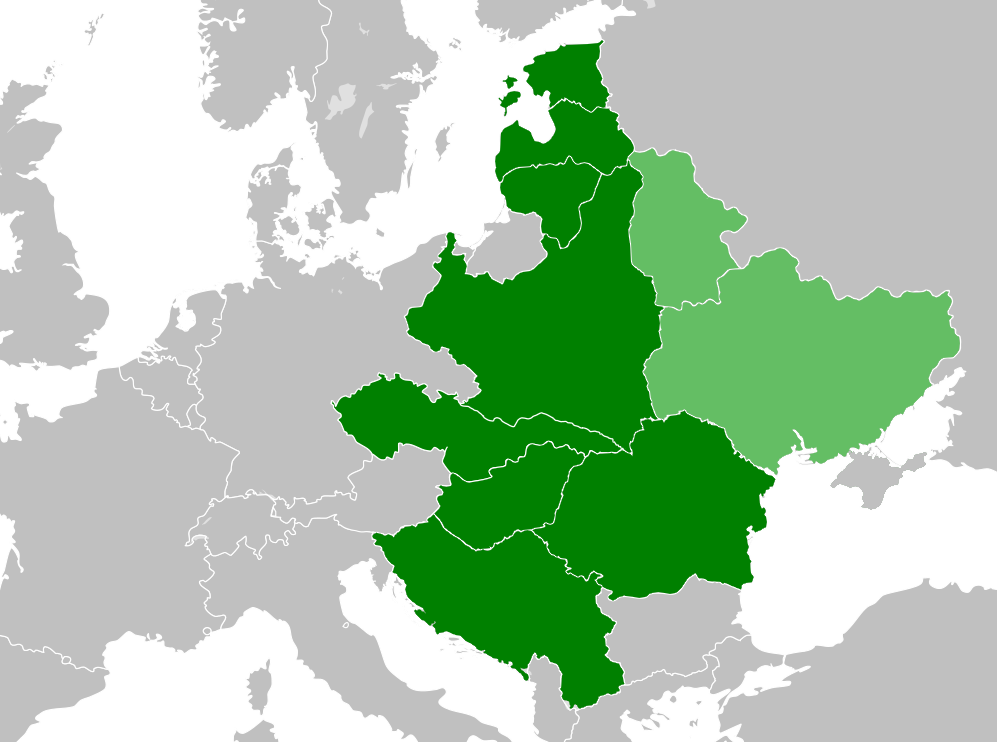
بيلسودسكي ما بعد الصورة الحرب العالمية الأولى مفهوم بلاد مابين البحرين تتراوح بين فنلندا في الشمال إلى منطقة البلقان في الجنوب. (باللون الأخضر الفاتح: تم دمج الأجزاء الشرقية من الأراضي الأوكرانية والبيلاروسية في عام 1922 في الاتحاد السوفيتي .)

بلاد مابين البحرين ((بالبولندية: Międzymorze)‏ ،) كان مشروعًا جيوسياسيًا تصور من قبل السياسيين في الدول التي خلفت الكومنولث البولندي الليتواني السابق في العديد من التكرارات، والتي توقع بعضها دول أخرى مجاورة أيضًا. كان من الممكن أن يمتد النظام السياسي متعدد الجنسيات المقترح عبر المناطق الواقعة بين بحر البلطيق والبحر الأسود والبحر الأدرياتيكي، ومن هنا جاء الاسم الذي يعني «بين البحار».
وعلى الأرجح هو اتحاد  لبلدان وسط وشرق أوروبا، كخطة ما بعد الحرب العالمية الأولى التي اتبعها الزعيم البولندي والسجين السياسي السابق للإمبراطورية الروسية، جوزيف بيسودسكي (1867 1935)، سعى إلى توحيد دول البلطيق (ليتوانيا ولاتفيا وإستونيا) وفنلندا  وبيلاروسيا وأوكرانيا والمجر ورومانيا ويوغوسلافيا وتشيكوسلوفاكيا في الاتحاد المقترح. الاسم البولندي Międzymorze (من między ، «بين»؛ و Morze ، "sea")، بمعنى «بين البحار»، تم تحويله إلى لاتينية باسم "Intermarium".
كان الهدف من الاتحاد المقترح هو محاكاة الكومنولث البولندي الليتواني، الممتد من بحر البلطيق إلى البحر الأسود، والذي قام من نهاية القرن السادس عشر وحتى نهاية القرن الثامن عشر بتوحيد مملكة بولندا ودوقية الدولة الكبرى. ليتوانيا. استكملت فكرة مابين البحرين لرؤية جوزيف بيسودسكي الجيوسياسية الأخرى، البروميثية (حضارة أتحاد دول بين بحر البلطيق والبحر الأسود، التي كان هدفها تفكيك الإمبراطورية الروسية وتجريدها من أراضيها.
ومع ذلك، كان ينظر إلى فكرة مابين البحرين من قبل بعض الليتوانيين على أنه تهديد لاستقلالهم الجديد، ومن قبل بعض الأوكرانيين كتهديد لتطلعاتهم في الاستقلال،  وبينما أيدت فرنسا الاقتراح، تم معارضته من قبل روسيا ومعظم القوى الغربية الأخرى. في غضون عقدين من فشل مخطط جوزيف بيسودسكي الكبير، سقطت جميع البلدان التي كان ينظر إليها كمرشحين للعضوية في الاتحاد السوفيتي أو ألمانيا النازية، باستثناء فنلندا (التي عانت من بعض الخسائر الإقليمية في 1939-1940. في حرب الشتاء مع الاتحاد السوفيتي).

## سوابق

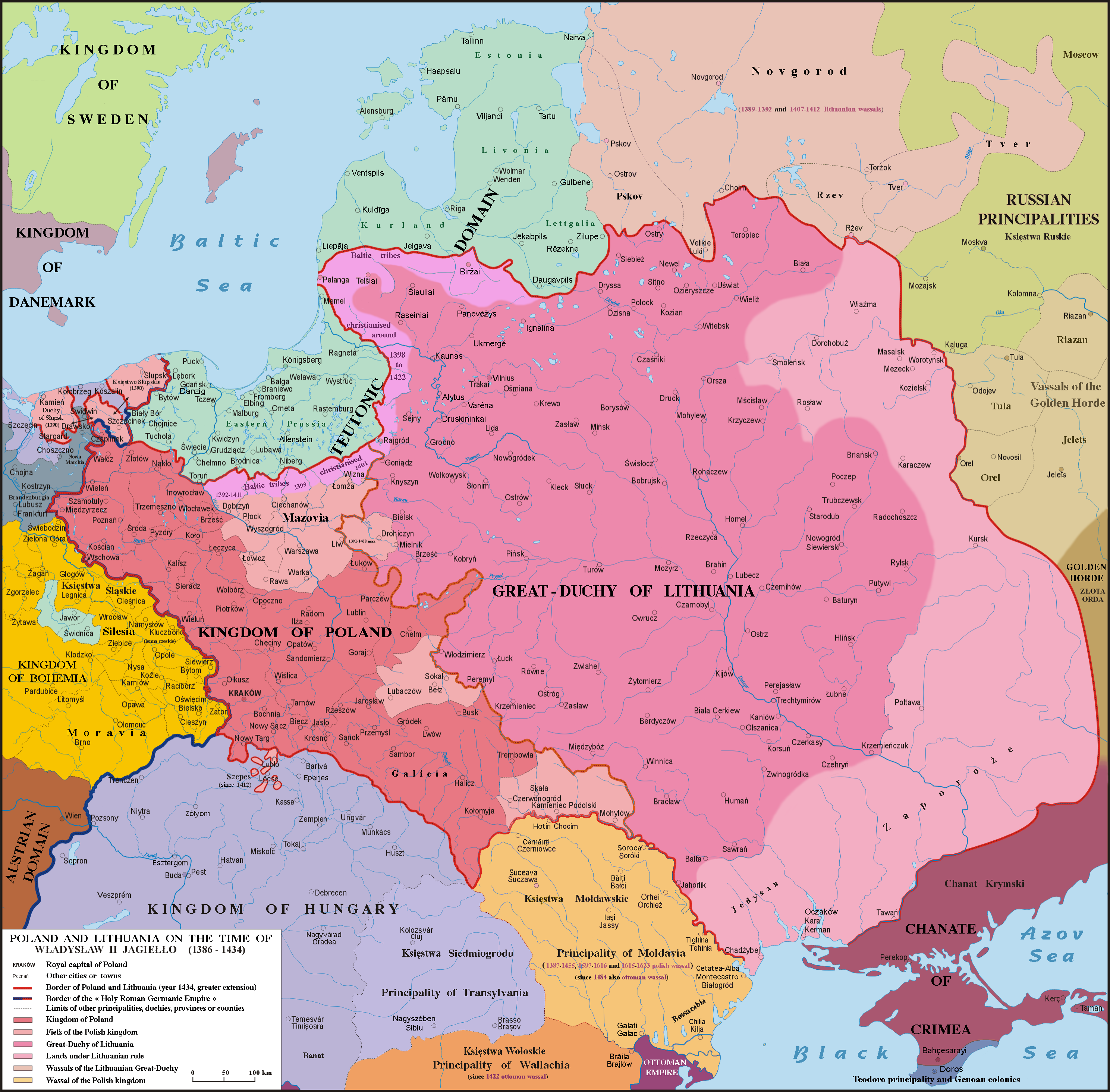
الاتحاد البولندي الليتواني في أقصى حد له 1386-1434

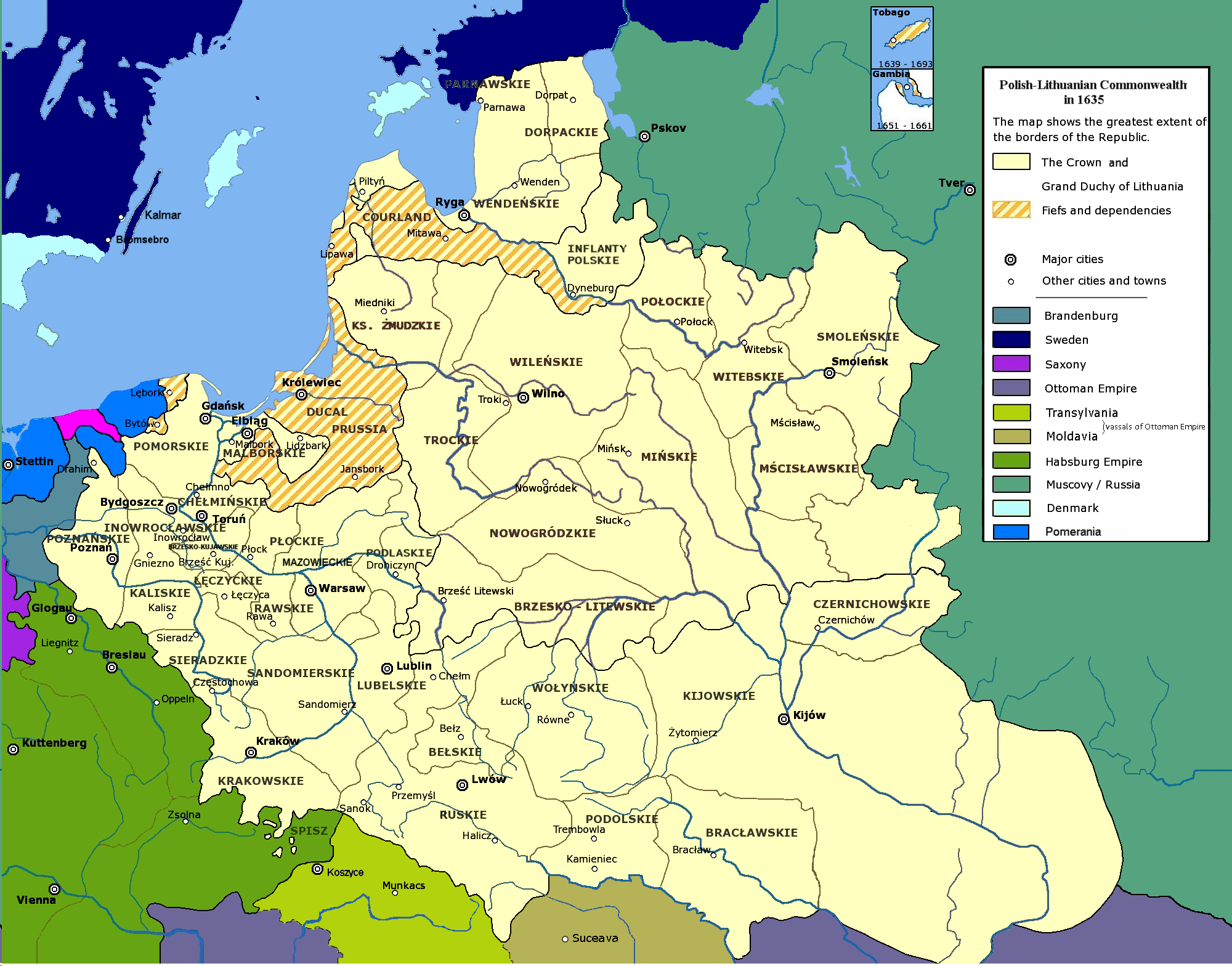
الكومنولث البولندي الليتواني في أقصى مدى له، 1635

### الكومنولث البولندي الليتواني
جاء الاتحاد البولندي الليتواني والتحالف العسكري كرد فعل متبادل على التهديد المشترك الذي يشكله النظام التوتوني والقبيلة الذهبية والدول التي خلفتها، بما في ذلك موسكوفي. تم تأسيس تحالف لأول مرة عام 1385 من قبل اتحاد كروي، [بحاجة لمصدر] بالزواج من بولندا الملكة يادفيغا والدوق الأكبر ليتوانيا [جوغيلا] ، من سلالة، الذي أصبح الملك واديسو ي ياجيو من بولندا.
تم إنشاء اتحاد طويل الأمد بعد ذلك من خلال إنشاء الكومنولث البولندي الليتواني، وهو ترتيب استمر حتى عام 1795، أي حتى التقسيم الثالث للكومنولث البولندي الليتواني.
في ظل الكومنولث، تم تقديم مقترحات لتأسيس الكومنولث البولندي - اللتواني - <i id="mwiA">الموسكوفي</i> الموسع أو الكومنولث البولندي - الليتواني - <i id="mwig">الروثيني</i> . لم يتم تنفيذ هذه المقترحات.

### خطة كزارتوريسكي
بين انتفاضتي نوفمبر ويناير، في 1832-1861، دعا الأمير آدم جيرزي كزارتوريسكي، المقيم في المنفى في فندق لامبرت في باريس، إلى فكرة إحياء الكومنولث البولندي الليتواني المحدث. في شبابه، حارب كيرتوريسكي ضد روسيا في الحرب البولندية الروسية عام 1792 وكان سيفعل ذلك مرة أخرى في انتفاضة كوسيوسكو عام 1794، لو لم يتم القبض عليه في بروكسل وهو في طريق عودته إلى بولندا. بعد ذلك، في عام 1795، أُمر هو وشقيقه الأصغر بدخول الجيش الروسي، وقد تأثرت كاثرين العظمى بهم بشكل إيجابي لدرجة أنها أعادت لهم جزءًا من ممتلكاتهم المصادرة. خدم آدم كزارتورسكي لاحقًا الإمبراطور بول وألكساندر الأول كدبلوماسي ووزير خارجية، خلال الحروب النابليونية لتأسيس تحالف مناهض لفرنسا. كان كزارتوريسكي أحد قادة انتفاضة نوفمبر 1830 البولندية، وبعد قمعها من قبل روسيا، حُكم عليه بالإعدام ولكن سُمح له في النهاية بالذهاب إلى المنفى في فرنسا.
في باريس، عمل رجل الدولة «صاحب الرؤية»  والصديق السابق والمقرب ووزير الخارجية الفعلي للإمبراطور الروسي ألكسندر الأول بصفته «ملكًا غير متوج ووزير خارجية غير معترف به» لبولندا غير موجودة.
في كتابه Essai sur la Diplomatie (مقال عن الدبلوماسية)، الذي اكتمل عام 1827 ولكنه نُشر فقط في عام 1830، لاحظ كزارتورسكي أنه «بعد أن وسعت نفوذها جنوبًا وغربًا، وكونها بحكم طبيعة الأشياء التي لا يمكن الوصول إليها من الشرق والشمال، تصبح روسيا مصدر تهديد دائم لأوروبا». وجادل بأنها كانت ستفعل ما هو أقوي. كما حدد تهديدًا مستقبليًا من بروسيا وحث على دمج شرق بروسيا في بولندا.

شعار النبالة للكومنولث البولندي - الليتواني - الروثيني المقترح خلال انتفاضة يناير 1863 : النسر الأبيض البولندي، باهونيا اللتوانية، رئيس الملائكة الروثيني ميخائيل

وكان مشروعه في ربط الجهود من أجل الاستقلال البولندي بحركات مماثلة من الدول الأخرى المقهورة في أوروبا، في أقصى الشرق مثل جبال القوقاز، وعلى الأخص في جورجيا.
كان كزارتوريسكي يطمح قبل كل شيء إلى إعادة تشكيل - بدعم فرنسي وبريطاني وتركي - كومنولث بولندي وليتواني متحد مع التشيك والسلوفاك والهنغاريين والرومانيين وكل السلاف الجنوبيين في يوغوسلافيا المستقبلية. كان بإمكان بولندا، في مفهومه، التوسط في النزاعات بين المجر والسلاف، وبين المجر ورومانيا. بدت الخطة قابلة للتحقيق  خلال فترة الثورات الوطنية في 1848-1849، لكنها تعثرت بسبب نقص الدعم الغربي، بسبب العناد المجري تجاه التشيك والسلوفاك والرومانيين، وظهور القومية الألمانية.

## خطة ما بين البحرين

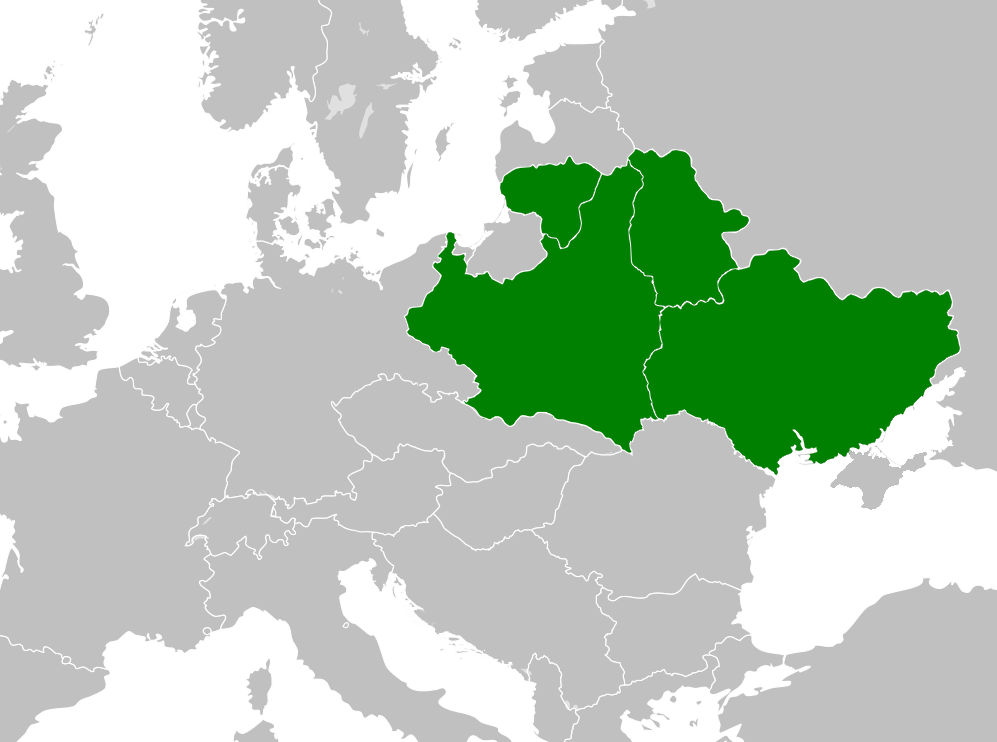
خطة Piłsudski الأولية لـ ما بين البحرين إحياء الكومنولث البولندي الليتواني

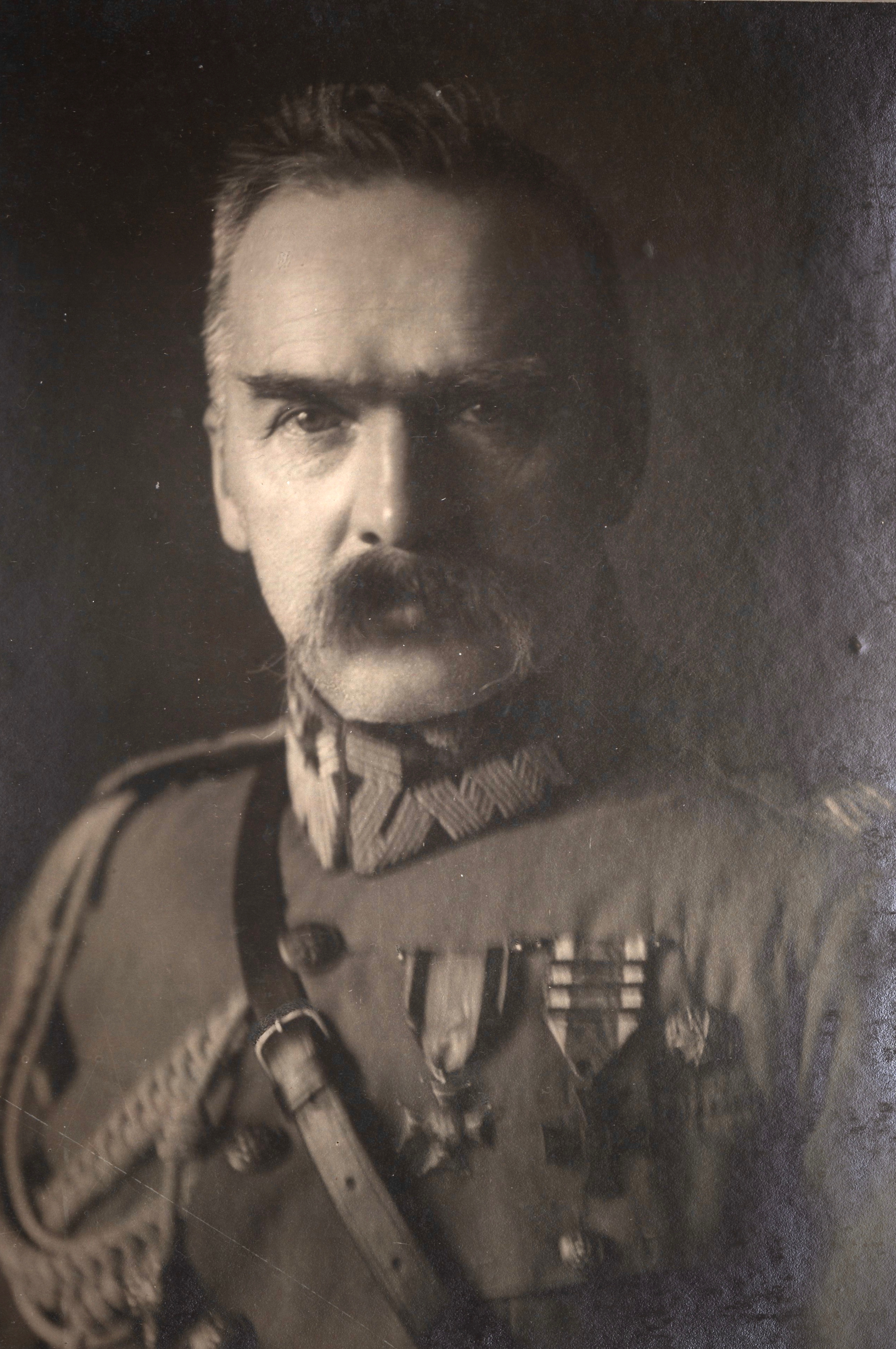
جوزيف بيوسودسكي

كان الهدف الاستراتيجي لجوزيف بيسودسكي هو إحياء شكل ديمقراطي محدث للكومنولث البولندي الليتواني، أثناء العمل على تفكك الإمبراطورية الروسية، ثم الاتحاد السوفيتي لاحقًا، إلى مكوناتها العرقية. (كان هذا الأخير هو مشروعه البروميثي.) رأى بيوسودسكي في اتحاد لبلاد مابين البحرين ثقلًا موازنًا للإمبريالية الروسية والألمانية.
وفقًا لـ دزيوانوفسكي، لم يتم التعبير عن الخطة أبدًا بطريقة منهجية ولكن بدلاً من ذلك اعتمدت على غرائز بيوسودسكي البراغماتية. وفقًا للباحث البريطاني جورج سانفورد، في وقت الحرب البولندية السوفيتية عام 1920، أدرك بيوسودسكيi أن الخطة لم تكن مجدية.

### معارضة
واجهت خطة بيوسودسكي معارضة من جميع الجهات تقريبًا. عمل السوفييت، الذين تم تهديد مجال نفوذهم بشكل مباشر، على إحباط أجندة بلاد مابين البحرين. افترضت دول الحلفاء أن البلشفية كانت مجرد تهديد مؤقت ولا تريد أن ترى ضعف حليفها التقليدي (من وجهة نظر ميزان القوى)، روسيا. لقد استاءوا من رفض بيوسودسكيمساعدة حلفائهم البيض، واعتبروا بيوسودسكي بربريا، ورأوا خططه غير واقعية، وحثوا بولندا على حصر نفسها في مناطق ذات عرقية بولندية واضحة.
وبالمثل كان الليتوانيون، الذين أعادوا تأسيس استقلالهم في عام 1918 ، غير مستعدين للانضمام؛ وكان الأوكرانيون يسعون للحصول على الاستقلال، وخافوا من أن بولندا قد تخضعهم مرة أخرى. ولم يكن البيلاروسيون، الذين كان لديهم وعي وطني ضئيل، مهتمين إما بالاستقلال أو بمقترحات بيوسودسكي الخاصة بالاتحاد. لم يتم تعزيز فرص مخطط بيوسودسكي من خلال سلسلة من الحروب التي تلت الحرب العالمية الأولى والصراعات الحدودية بين بولندا وجيرانها في الأراضي المتنازع عليها - الحرب البولندية السوفيتية والحرب البولندية الليتوانية والحرب البولندية الأوكرانية والصراعات بين بولندا وتشيكوسلوفاكيا.
تم معارضة مفهوم بيوسودسكيداخل بولندا نفسها، حيث دافع زعيم الديموقراطية الوطنية رومان دموفسكي  عن بولندا المتجانسة عرقيا والتي يتم فيها تكتل الأقليات. عارض العديد من السياسيين البولنديين، بما في ذلك ديموسيزيكي، فكرة وجود اتحاد متعدد الأعراق، وفضلوا بدلاً من ذلك العمل من أجل دولة قومية بولندية موحدة. وصف سانفورد سياسات بيوسودسكيبعد استئنافه للسلطة في عام 1926 بأنها تركز بالمثل على استقطاب الأقليات السلافية الشرقية في البلاد وعلى مركزية السلطة.
في حين أن بعض العلماء يقبلون في ظاهرهم المبادئ الديمقراطية التي يطالب بها بيوسودسكي لخطته الفيدرالية، ينظر آخرون إلى هذه الادعاءات بشك، مشيرًا إلى انقلاب عام 1926 عندما تولى بيوسودسكي سلطات شبه ديكتاتورية. على وجه الخصوص، ينظر إلى مشروعه بشكل غير مواتٍ من قبل معظم المؤرخين الأوكرانيين، حيث يجادل أولكسندر ديراتشوف بأن الاتحاد كان سيخلق بولندا أكبر حيث كانت مصالح غير البولنديين، وخاصة الأوكرانيين، قد حظيت باهتمام ضعيف.
يعتقد بعض المؤرخين أن بيوسودسكي، الذي جادل بأنه «لا يمكن أن تكون هناك بولندا مستقلة بدون أوكرانيا مستقلة»، ربما كان مهتمًا بفصل أوكرانيا عن روسيا أكثر من اهتمامه بضمان رفاهية الأوكرانيين. لم يتردد في استخدام القوة العسكرية لتوسيع حدود بولندا إلى غاليسيا وفولينيا، مما أدى إلى سحق محاولة أوكرانية لتقرير المصير في الأراضي المتنازع عليها شرق نهر بوج والتي احتوت على وجود بولندي كبير  (أغلبية بولندية بشكل رئيسي في مدن مثل مثل Lwów ، محاطة بأغلبية ريفية أوكرانية).
وفي حديثه عن حدود بولندا المستقبلية، قال بيوسودسكي: «كل ما يمكننا كسبه في الغرب يعتمد على الوفاق - إلى أي مدى قد يرغب في الضغط على ألمانيا»، بينما في الشرق «توجد أبواب تفتح وتغلق، وهذا يعتمد على من يجبرهم على الانفتاح وإلى أي مدى». في الفوضى الشرقية، شرعت القوات البولندية في التوسع إلى أقصى حد ممكن. من ناحية أخرى، لم يكن لبولندا أي مصلحة في الانضمام إلى التدخل الغربي في الحرب الأهلية الروسية  أو في قهر روسيا نفسها.

### الفشل

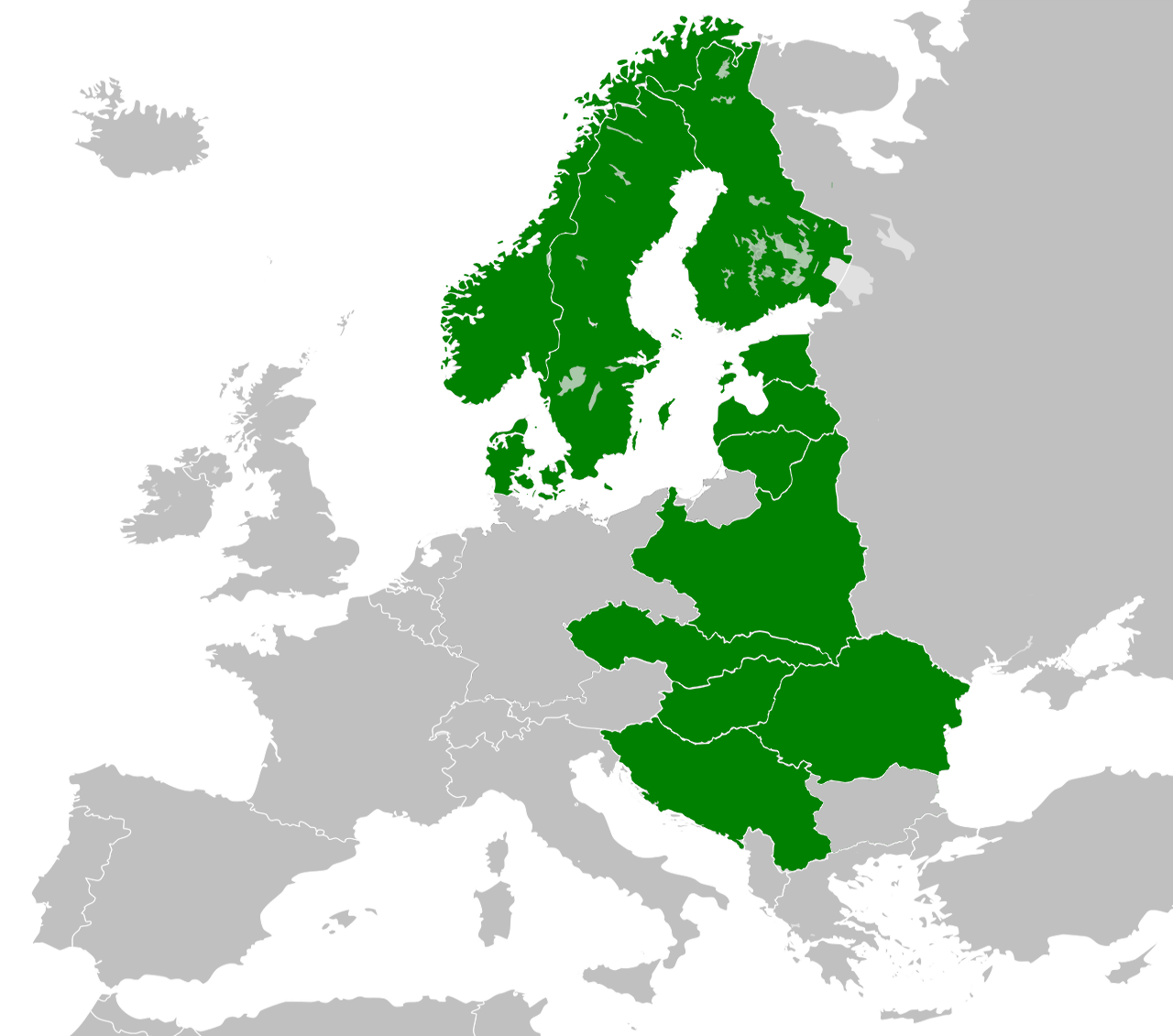
خطة بيوسودسكيالمنقحة لدولة مابين البحرين

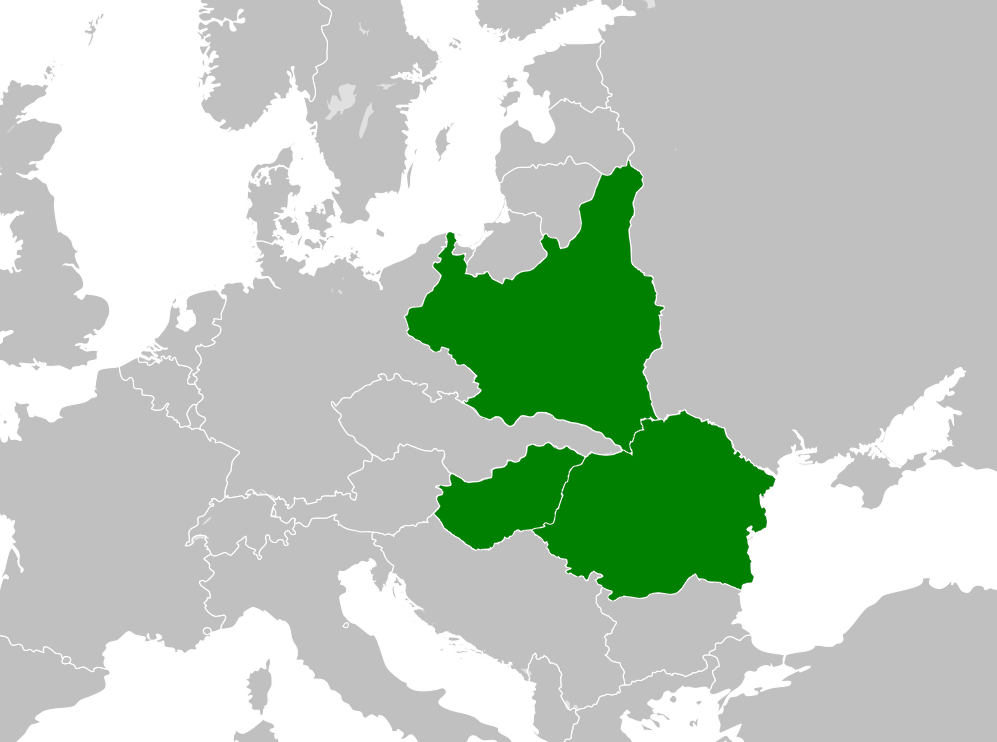
خطة جوزيف بيك لتحالف «أوروبا الثالثة» بين بولندا ورومانيا والمجر

في أعقاب الحرب البولندية السوفيتية (1919-1921)، فقد مفهوم بيوسودسكيلاتحاد دول وسط وشرق أوروبا، على أساس المحور البولندي الأوكراني، أي فرصة للتحقيق.
بعد ذلك، فكر بيوسودسكيفي اتحاد أو تحالف مع دول البلطيق والبلقان. تصورت هذه الخطة اتحادًا في أوروبا الوسطى بما في ذلك بولندا وتشيكوسلوفاكيا والمجر والدول الاسكندنافية ودول البلطيق وإيطاليا ورومانيا وبلغاريا ويوغوسلافيا واليونان - يمتد هذا ليس فقط من الغرب إلى الشرق من بحر البلطيق إلى البحر الأسود، ولكن من الشمال إلى الجنوب من من المحيط المتجمد الشمالي إلى البحر الأبيض المتوسط. فشل هذا المشروع أيضًا: لم تكن بولندا محل ثقة من قبل تشيكوسلوفاكيا وليتوانيا. وعلى الرغم من علاقاتها الجيدة نسبيًا مع الدول الأخرى، إلا أنها كانت تعاني من توترات مع جيرانها، مما جعل من المستحيل تقريبًا إنشاء كتلة كبيرة من البلدان في أوروبا الوسطى تتمتع جميعها بعلاقات جيدة مع بعضها البعض. في النهاية، بدلاً من اتحاد كبير، تم إنشاء تحالف بولندي روماني فقط، بدءًا من عام 1921. وبالمقارنة، حققت تشيكوسلوفاكيا نجاحًا أكبر مع اتفاقها الصغير (1920–1938) مع رومانيا ويوغوسلافيا، بدعم من فرنسا.
توفي بيوسودسكيفي عام 1935. جرت محاولة لفي وقت لاحق، والكثير نسخة مخفضة من مفهومه من قبل ما بين الحربين وزير الخارجية البولندي جوزف بيك، كان ربيبا بيلسودسكي. لم يكتسب اقتراحه، في أواخر الثلاثينيات من القرن الماضي، «أوروبا الثالثة» - تحالف بولندا ورومانيا والمجر - سوى القليل من الأرض قبل إشراف الحرب العالمية الثانية.

## الحرب العالمية الثانية وما بعدها

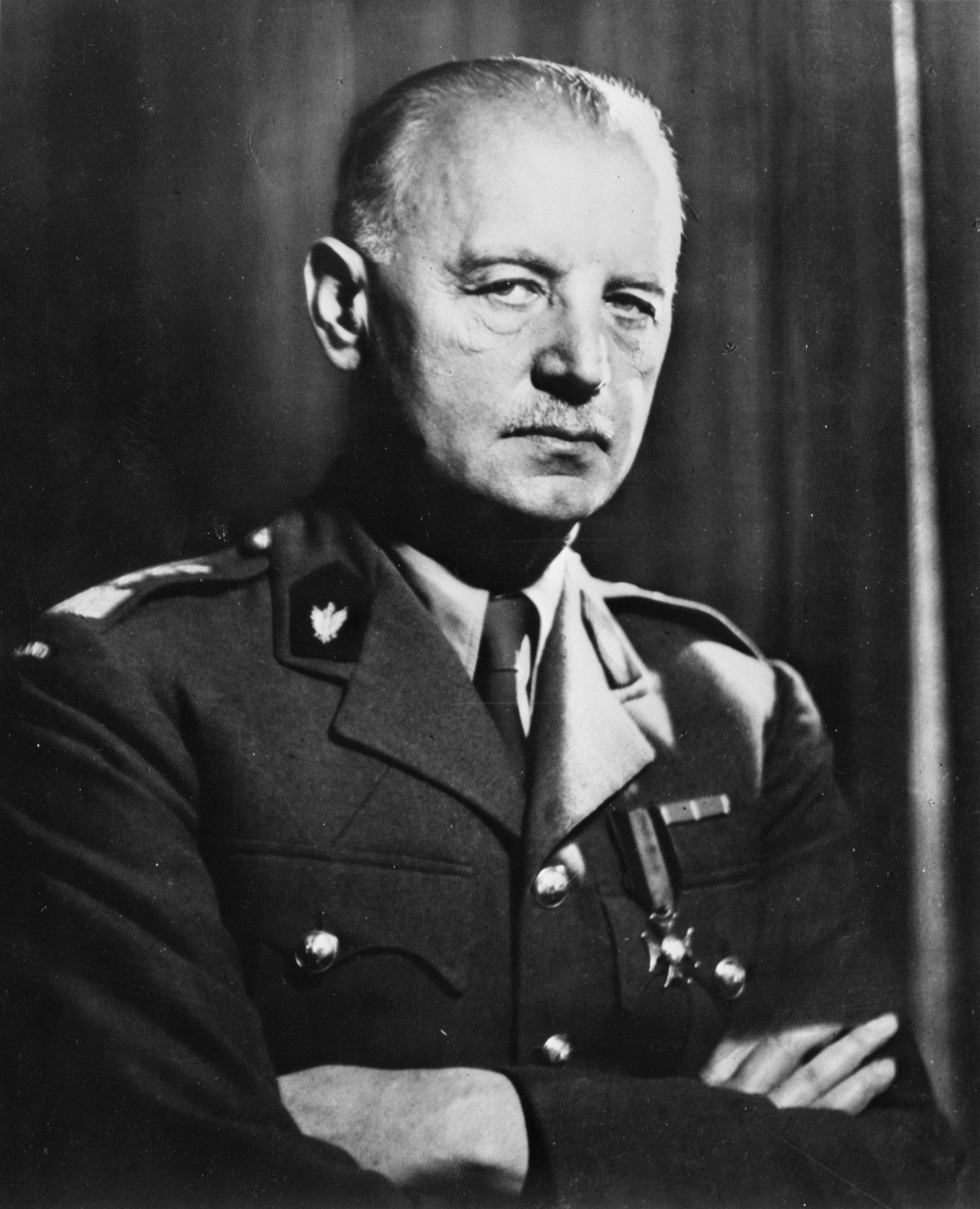
رئيس الوزراء البولندي في الحرب العالمية الثانية الجنرال. فلاديسلاف سيكورسكي

تم إحياء مفهوم «الاتحاد الأوروبي المركزي [والشرقي]» - كيان جيوسياسي مثلث راسخ في بحر البلطيق والأسود والأدرياتيكي أو بحر إيجة - خلال الحرب العالمية الثانية في حكومة فلاديسلاف سيكورسكيالبولندية في المنفى. الخطوة الأولى نحو تنفيذه - مناقشات عام 1942 بين الحكومات اليونانية واليوغوسلافية والبولندية والتشيكوسلوفاكية في المنفى فيما يتعلق بالاتحادات اليونانية اليوغوسلافية والبولندية التشيكوسلوفاكية المحتملة - تعثرت في النهاية بسبب المعارضة السوفيتية، مما أدى إلى تردد التشيك ولامبالاة الحلفاء أو عداءهم. دعا إعلان صادر عن الدولة البولندية السرية في تلك الفترة إلى إنشاء اتحاد فيدرالي لأوروبا الوسطى والشرقية لا تهيمن عليه دولة واحدة.
في 12 مايو 2011، أعلنت دول مجموعة Visegrád (بولندا وجمهورية التشيك وسلوفاكيا والمجر) عن تشكيل Visegrád Battlegroup تحت قيادة بولندا. كانت المجموعة القتالية في مكانها بحلول عام 2016 كقوة مستقلة، وليست جزءًا من قيادة الناتو. بالإضافة إلى ذلك، بدءًا من عام 2013، كان من المقرر أن تبدأ الدول الأربع مناورات عسكرية مشتركة تحت رعاية قوة الرد التابعة لحلف الناتو. رأى بعض العلماء في هذا كخطوة أولى نحو تعاون إقليمي وثيق في وسط أوروبا.
في 6 أغسطس 2015، أعلن الرئيس البولندي أندريه دودا، في خطابه الافتتاحي، عن خطط لبناء تحالف إقليمي لدول وسط أوروبا، على غرار مفهوم دولة مابين البحرين. في عام 2016، عقدت مبادرة البحار الثلاثة اجتماع قمة أولي في دوبروفنيك، كرواتيا. تضم مبادرة البحار الثلاثة 12 دولة عضو على طول المحور الشمالي الجنوبي من بحر البلطيق إلى البحر الأدرياتيكي والبحر الأسود: إستونيا، لاتفيا، ليتوانيا، بولندا، جمهورية التشيك، سلوفاكيا، النمسا، المجر، سلوفينيا، كرواتيا، رومانيا، بلغاريا.

## روابط خارجية
- إنتيرماريوم . برنامج تليفزيونات BelSat .